# Альфа Ромео (команда Формули-1)
Італійський виробник автомобілів Alfa Romeo багато разів брав участь у Формулі-1. У період з 1950 по 1987 рік бренд брав участь у автоперегонах як конструктор і постачальник двигунів, а потім як комерційний партнер з 2015 року. Пілоти команди виграли перші два чемпіонати світу на довоєнній Alfetta: Ніно Фаріна у 1950 році і Хуан Мануель Фанхіо в 1951 році. Після цих успіхів Alfa Romeo покинула Формулу-1.
Протягом 1960-х років, хоча компанія не мала офіційної присутності на вищому рівні автоспорту, кілька команд Формули-1 використовували двигуни Alfa Romeo для своїх болідів, розроблені незалежно один від одного. На початку 1970-х Alfa Romeo забезпечила підтримку для свого заводського гонщика Андреа де Адаміча, постачаючи адаптовані версії свого 3-літрового двигуна V8 зі спортивного автомобіля Alfa Romeo Tipo 33/3 для болідів Адаміча McLaren (1970) і March (1971). Жодна з цих комбінацій двигунів не набрала чемпіонських очок.
У середині 1970-х років інженер Alfa Romeo Карло Чіті розробив 12-цилиндровий двигун на заміну T33 V8, який досяг певного успіху на Чемпіонаті світу зі спортивних автомобілів 1975 року. Берні Екклстоун, тодішній власник команди Brabham, переконав Alfa Romeo безкоштовно поставляти цей двигун на сезон Формули-1 1976 року. Хоча перший сезон Brabham-Alfa Romeo був відносно скромним, під час чемпіонатів світу 1977 та 1978 років їхні автомобілі зайняли 14 подіумів, включаючи дві перемоги Нікі Лауди.
Спортивний підрозділ компанії, Autodelta, повернувся в як команда в 1979 році. Другий період у якості конструктора був менш успішним, ніж перший. У період між поверненням компанії та її відходом з Формули-1 в якості констркетора, наприкінці 1985 року, гонщики Alfa Romeo не виграли жодної гонки, і команда ніколи не фінішувала вище шостого місця в чемпіонаті конструкторів. З 1983 по 1987 рік двигуни команди також поставлялися в команду Osella, але за цей період вони набрали лише два очки чемпіонату світу.
Логотип Alfa Romeo повернувся до Формули-1 у 2015 році, з’явившись на болідах Scuderia Ferrari. Наприкінці 2017 року Alfa Romeo оголосила, що з 2018 року має стати титульним спонсором Sauber, а також уклала з командою технічне та комерційне партнерство. Alfa Romeo повернулася в спорт після перейменування Sauber на початку 2019 року. Alfa Romeo не брала жодної технічної участі в роботі команди, і компанія припинила спонсорство Sauber після 2023 року та залишила Формулу-1, щоб дозволити команді перейти під управління Audi в 2026 році.

## Історія виступів в Формулі-1

### До Формули-1 (1920-ті–1940-ві)
До Другої світової війни Alfa Romeo домінувала в автоперегонах Гран-Прі. Alfa Romeo P2 і P3 стабільно перемагали до 1934 року, коли з’явилися німецькі автомобілі Mercedes і Auto Union, які склали серйозну конкуренцію для італійського виробника. До цього часу в Alfa Romeo тимчасово відмовилися від виступів в якості заводської команди, а їхні автомобілі використовувались Енцо Феррарі та його командою Scuderia Ferrari з 1929 по 1938 рік. З 1934 року до початку Другої світової війни в 1939 році автомобілі Alfa Romeo рідко приносили перемоги, оскільки вони видавалися застарілими порівняно з технічно просунутими Mercedes.
Після того, як спортивний підрозділ компанії Alfa Corse повернув свій контроль над брендом у Феррарі, вони створили Alfa Romeo 158 для сезону 1938 року. Оновлений 158 став домінуючою силою в перегонах Гран-Прі після війни. Alfa Romeo продовжувала використовувати цей автомобіль в Гран-прі з 1946 по 1948 рік, домінуючи в сезонах Гран-прі 1947 та 1948 років. В 1949 році компанія відмовилась від участі у перегонах через смерть Жан-П’єра Вімілля, Акілле Варці та Карло Феліче Троссі,

### Alfa Romeo S.p.A. (1950–1951)

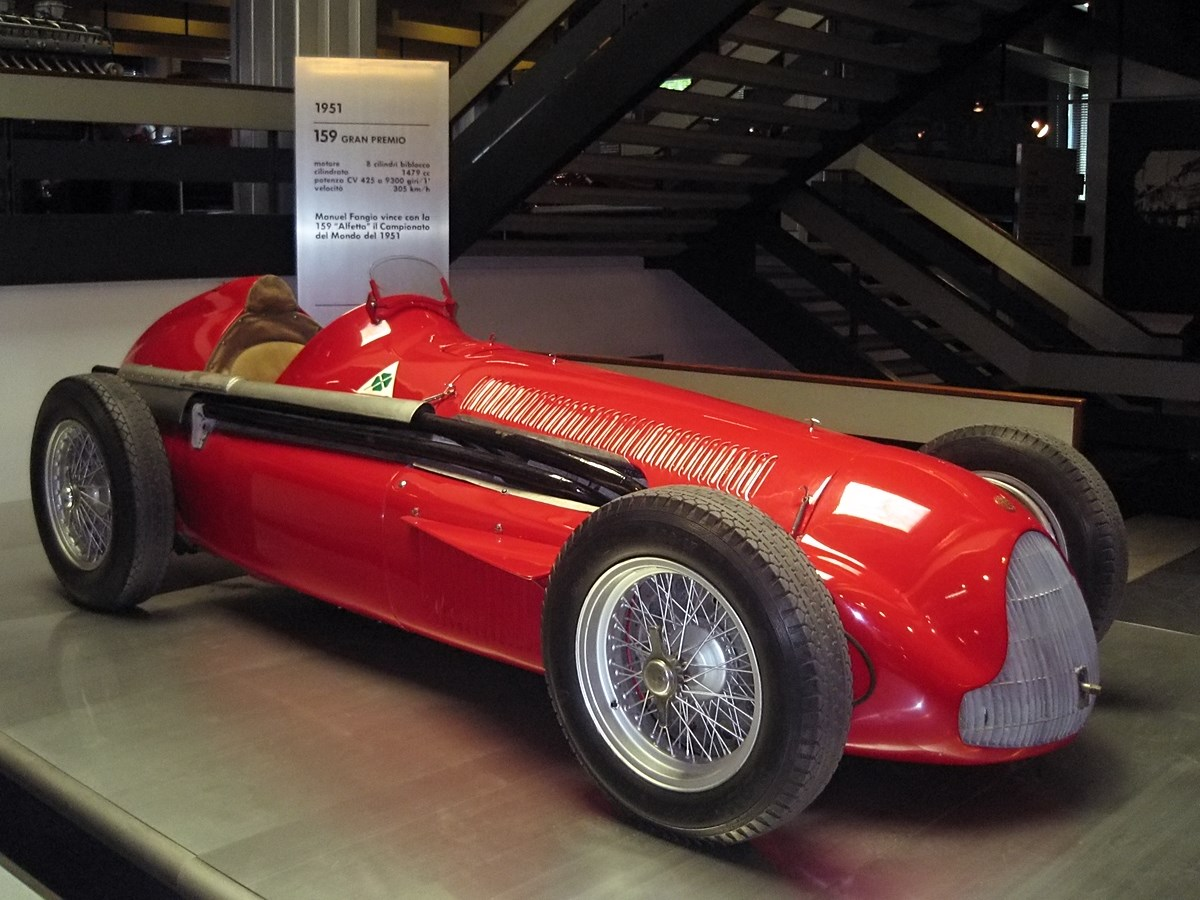
Alfa Romeo 159, що використовувався в сезоні 1951 року.

Alfa Romeo досягла вражаючого успіху в перших двох сезонах Чемпіонату світу Формули-1. У 1950 році Ніно Фаріна виграв перший чемпіонат світу на Alfa Romeo 158 з нагнітачем, у 1951 році Хуан Мануель Фанхіо переміг за кермом Alfetta 159 (еволюція 158 з двоступеневим компресором). Двигуни Alfetta були надзвичайно потужними, як для свого об'єму: в сезоні 1951 року двигун 159 виробляв близько 420 кінських сил (310 кВт), але це коштувало від 125 до 175 літрів палива на 100 км.
Команда змогла виграти два Чемпіонати світу за дуже обмеженого бюджету, використовуючи лише дев’ять блоків двигунів, що були виготовлені до війни. У 1952 році Alfa Romeo зіткнулась із посиленням конкуренції з боку свого колишнього гоночного підрозділу Ferrari. Державна компанія Alfa Romeo вирішила покинути чемпіонат після відмови італійського уряду профінансувати дорогу конструкцію нового боліду, який мав би замінити їхню 13-річний модель.

### Autodelta, Marlboro і Benetton Team Alfa Romeo (1979–1985)

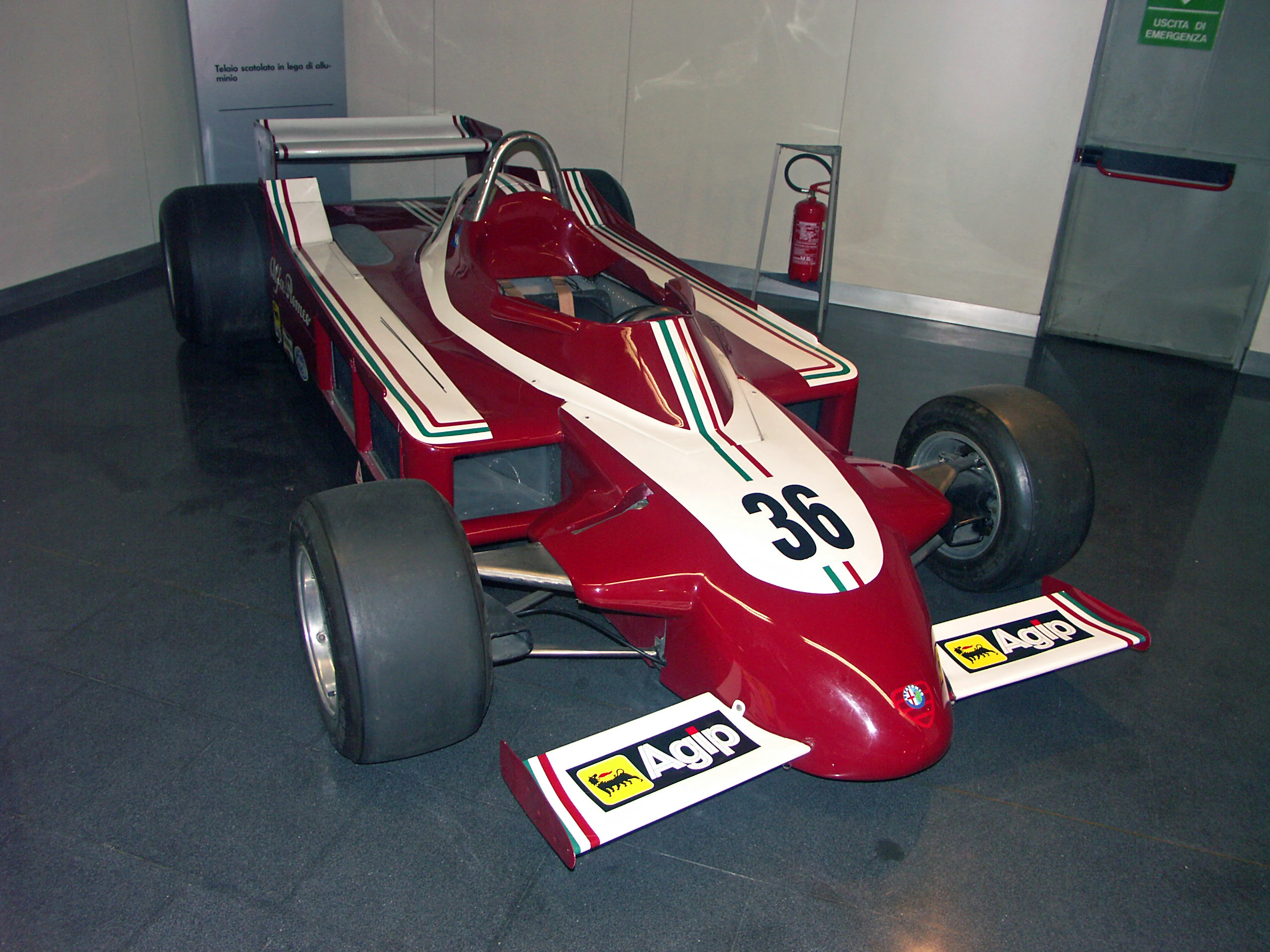
Alfa Romeo 177, який використовувався протягом сезону 1979 року.

Протягом 1977 року, після переконань Карло Чіті, Alfa Romeo дала Autodelta дозвіл почати розробку автомобіля Формули-1 від їхнього імені. Так названий Alfa Romeo 177, автомобіль дебютував на Гран-прі Бельгії 1979 року. Партнерство з Brabham завершилося до кінця сезону, а команда Берні Екклстоуна повернувся до двигунів Ford/Cosworth DFV. Другий проєкт Alfa Romeo в Формулі-1 так і не став по-справжньому успішним за час свого існування з середини 1979 року до кінця 1985 року. За цей період Alfa Romeo досягла двох поул-позицій, Бруно Джакомеллі очолював більшу частину Гран-прі США 1980 року, перш ніж зійшов через проблему з електрикою, три 3-ті місця, два 2-і місця та одне найшвидше коло. Команда також пережила трагедію, коли їхній пілот Патрік Депайє загинув під час тестів на Гран-прі Німеччини 1980 року на Гоккенхаймрингу. У 1981 році за команду виступав Маріо Андретті, але боліди Alfa Romeo і далі були дуже ненадійними. Після реструктуризації Autodelta у 1982 році командні роботи та дизайн автомобіля були передані на аутсорсинг компанії Euroracing, а двигуни все ще поставлялися Autodelta. Найкращим сезоном для команди став 1983 рік, коли команда перейшла на двигун 890T V8 з турбонаддувом і досягла 6-го місця в чемпіонаті конструкторів, багато в чому завдяки двом другим місцям Андреа де Чезаріса.

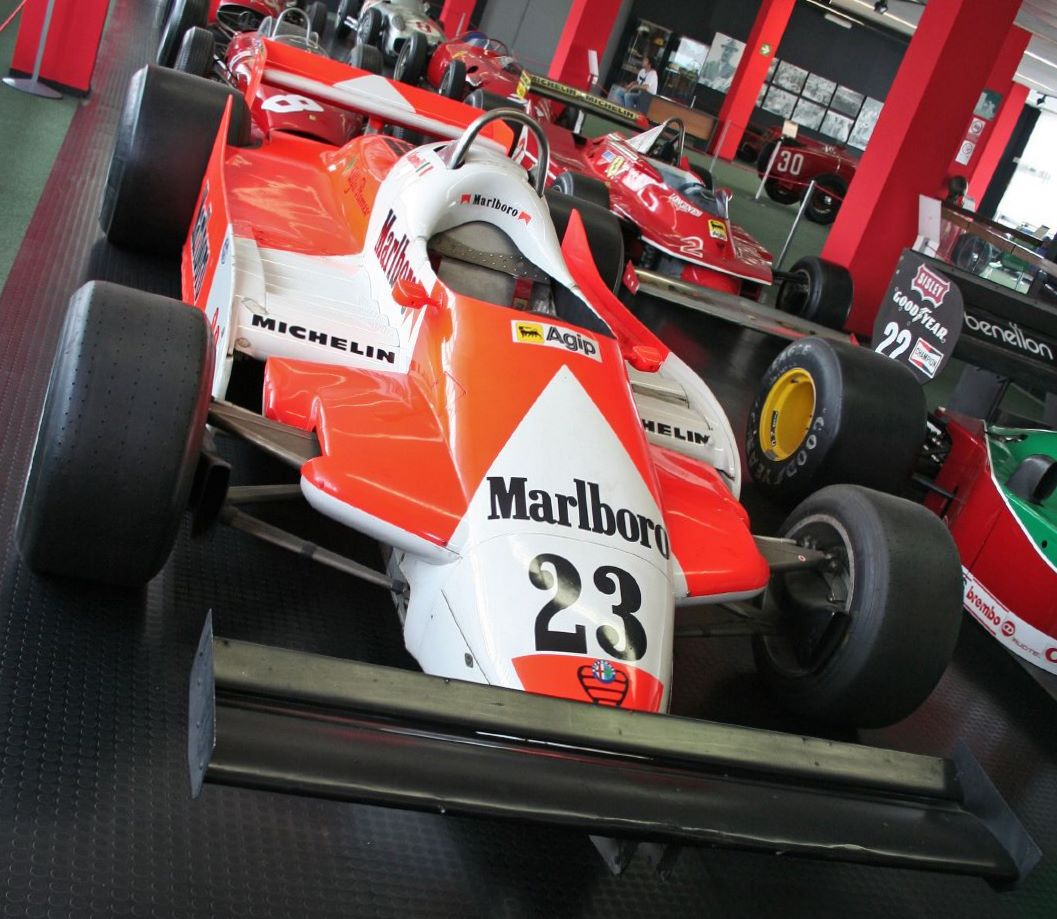
Alfa Romeo 179B, який використовувався в 1981 році.

У той час як 890T з турбонаддувом були конкурентоспроможним у 1983 році, більш потужні та економніші двигуни від BMW, Ferrari, Renault, TAG-Porsche та Honda, а також введення від FIA обмежень на паливо в 220 літрів без дозволу дозаправлення під час піт-стопів, спричинили занепад Alfa Romeo протягом 1984 року, як конкурентоспроможної команди. 890T (єдиний двигун V8 з турбонаддувом, який використовувався в перегонах Гран-прі в цей час) був ненажерливим і сильно страждав на швидких трасах - особливо на обох домашніх трасах Alfa Romeo в Імолі та Монці. Щоб тимчасово виправити цю проблему, команді довелося працювати з меншим прискоренням, щоб заощадити паливо – через що двигун був недостатньо потужним, і це виявилося серйозною перешкодою на швидких трасах. Двигун допрацьовувався, але проблеми зі споживанням палива так і не були усунені. Третє місце Ріккардо Патрезе на Гран-прі Італії 1984 року стало останнім подіумом для команди, і Патрезе, і Едді Чівер часто не фінішували в перегонах протягом 1984 і 1985 років через нестачу палива. У Чівера закінчилося паливо за 5 кіл до кінця на домашньому для команди Гран-прі в Монці – недалеко від штаб-квартири Alfa Romeo в Мілані.

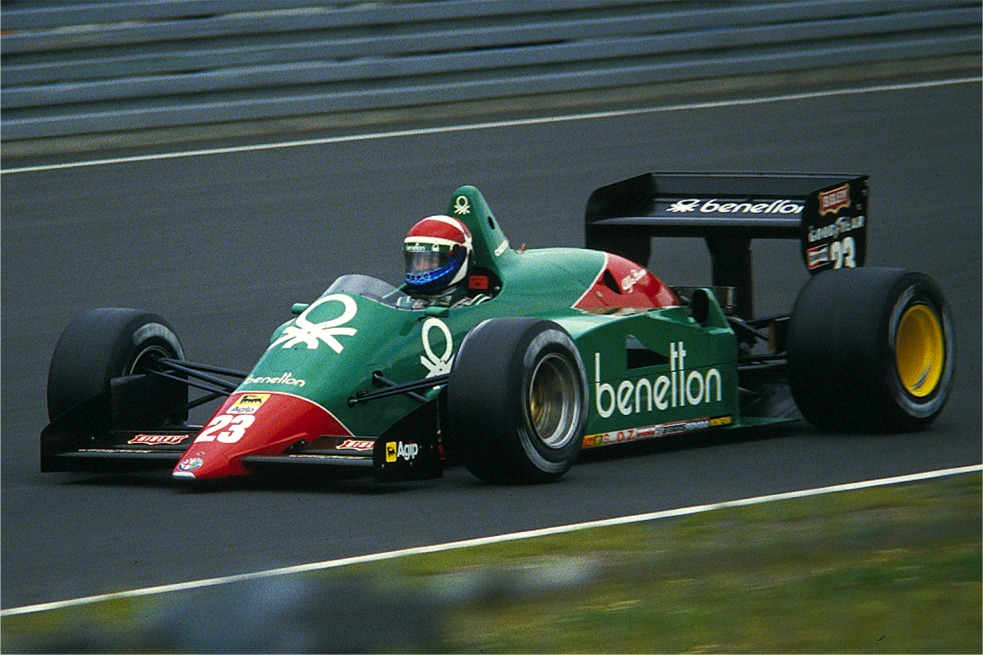
Alfa Romeo 185T зі спонсорством Benetton в 1985 році.

Автомобіль команди 1985 року, Alfa Romeo 185T, виявився настільки неконкурентоспроможним, що болід 1984 року 184T був знову взятий на озброєння в середині сезону. Після оновлення до специфікацій 1985 року болід, який тепер отримав назву 184 TB, був кращим за 185T, але результатів все ще не було. В інтерв’ю, яке він дав у 2000 році, Ріккардо Патрезе описав 185T як «найгіршу машину, яку я коли-небудь пілотував».
Alfa Romeo покинула Формулу-1 як конструктор після останніх перегонів сезону 1985 року в Австралії.

### Комерційне партнерство з Sauber (2019–2023)

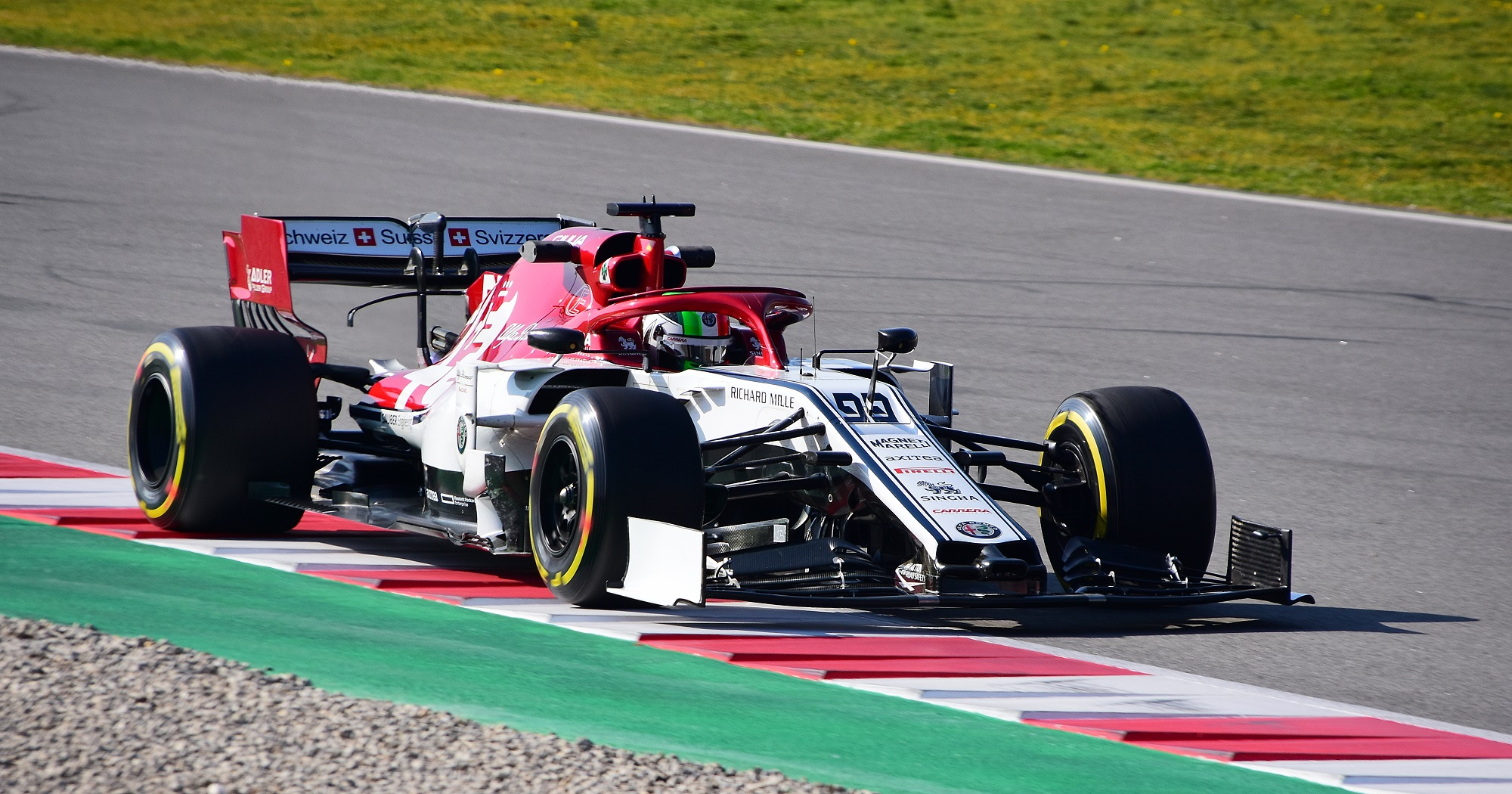
Антоніо Джовінацці за кермом Alfa Romeo Racing C38 під час тестувань в Монтемело 2019 року.

У січні 2019 року в Sauber оголосили, що команда буде перейменована в Alfa Romeo Racing, але на відміну від BMW Sauber, власність, швейцарська гоночна ліцензія та структура управління залишаться незмінними. Болідом Alfa Romeo в сезоні 2019 року став C38, продовживши стиль найменування попередніх болідів Sauber. C38 містив унікальні елементи аеродинамічного дизайну в порівнянні з його конкурентами та попередниками, особливо в передній частині автомобіля в результаті змін у регламенті для нового сезону. Пілотами команди стали чемпіон світу 2007 року Кімі Ряйкконен та колишній резервний пілот Sauber Антоніо Джовінацці. Джовінацці лідирував на Гран-прі Сінгапуру протягом чотирьох кіл, він став першим гонщиком Alfa Romeo, який лідирував в перегонах після того, як Андреа де Чезаріс зробив це на Гран-прі Бельгії 1983 року. Найкращий результат року команда досягла на хаотичному Гран-прі Бразилії, де Ряйкконен та Джовінацці посіли 4-е та 5-е місце відповідно. Alfa Romeo завершила рік з 57 очками на 8-му місці в Кубку конструкторів.
Alfa Romeo розпочала сезон 2020 року із незмінним складом пілотів. У січні 2020 року команда оголосила, що підпише угоду про титульне спонсорство з польською нафтовою компанією PKN Orlen і що Роберт Кубіца приєднається як резервний пілот. Сезон 2020 року Alfa Romeo знову завершила на 8-му місці, але цього разу набрала лише 8 очок.
У липні 2021 року Alfa Romeo Racing продовжила свою співпрацю із Sauber, уклавши багаторічну угоду з щорічними оцінками. Команда завершила сезон 2021 року на 9-му місці, набравши 13 очок. Після завершення сезону Ряйкконен завершив свою кар'єру в Формулі-1, а Джовінацці залишив команду, щоб взяти участь у Формулі E.
На сезон 2022 року Команда підписала контракт з колишнім гонщиком Mercedes Вальттері Боттасом і пілотом Формули-2 Чжоу Гуаньюй. Цього року команда продемонструвала свій найкращий результат з початку співпраці з Sauber, завершивши сезон на 6-му місці в Кубку конструкторів.
У січні 2023 року Alfa Romeo оголосила про багаторічну спонсорську угоду з інтернет-казино Stake, згідно з якою команда була перейменована на Alfa Romeo F1 Team Stake, а на C43 з'явився великий логотип нового спонсора. Команда також підписала угоду про партнерство з стримінговою платформою Kick, одним із інвесторів якої є співзасновник і власник Stake Едді Крейвен. Команда змінювала назву та логотип на Alfa Romeo F1 Team Kick у країнах, де заборонено рекламувати азартні ігри та спортивні ставки. На Гран-прі Бельгії 2023 року Alfa Romeo брала участь у перегонах з новою лівреєю зі спонсорством Kick. Сезон 2023 року команда завершила на 9-му місці, набравши 16 очок.
Наприкінці 2023 року Alfa Romeo покинула Формулу-1 та припинила співпрацю з командою Sauber, яка збирається розпочати партнерство з Audi у 2026 році.

## Співпраця з іншими командами

### Scuderia Ferrari (2015–2018)
Бренд Alfa Romeo розміщувався на болідах Scuderia Ferrari з 2015 сезону до 2018, починаючи з Ferrari SF15-T.

### Sauber F1 Team (2018)

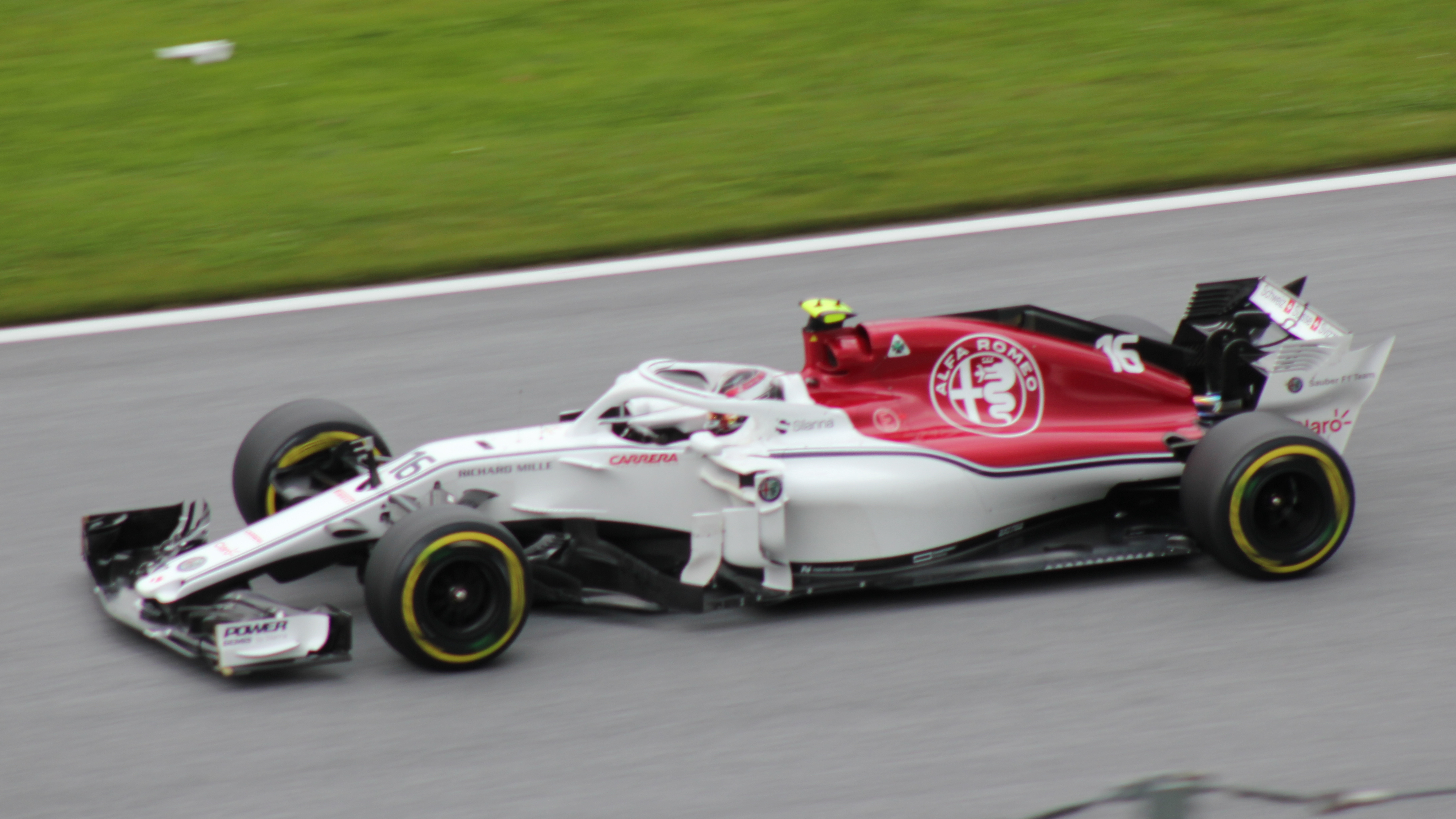
Шарль Леклер за кермом Sauber C37 команди Alfa Romeo Sauber під час Гран-прі Австрії 2018 року.

29 листопада 2017 року було оголошено, що Alfa Romeo стане титульним спонсором команди Sauber, починаючи з сезону 2018 року в «багаторічному технічному і комерційному партнерстві». 2 грудня 2017 року відбулася пресконференція в музеї Альфа-Ромео в Арезі (Мілан), де було проілюстровано умови угоди між групою FCA та швейцарською командою Sauber, після чого відбулася церемонія презентації лівреї та складу пілотів, до якого увійшли Шарль Леклер і Маркус Ерікссон. 1 лютого 2019 року було оголошено, що команда Sauber розпочне сезон 2019 як Alfa Romeo Racing, хоча структура власності та управління залишиться незмінною.
26 серпня 2022 року було оголошено, що Alfa Romeo припинить свої зв’язки з командою Формули-1 Sauber наприкінці 2023 року, невдовзі після того, як Audi оголосила, що в 2026 році придбає Sauber.

## Результати виступів
(Жирним виділено переможців в чемпіонаті)
| Рік                                                      | Назва                    | Шасі           | Двигун                      | Шини | №          | Пілоти | Очки | Місце |
| -------------------------------------------------------- | ------------------------ | -------------- | --------------------------- | ---- | ---------- | --- | ---- | ----- |
| 1950                                                     | Alfa Romeo S.p.A.        | 158            | 158 1.5 L8 s                | P    | Н/Д        | Хуан-Мануель Фанхіо Джузеппе Фаріна Луїджі Фаджолі Редж Парнелл П'єро Таруффі Консальво Санезі                  | Н/Д  | Н/Д   |
| 1951                                                     | Alfa Romeo S.p.A.        | 159            | 158 1.5 L8 s                | P    | Н/Д        | Хуан-Мануель Фанхіо Джузеппе Фаріна Луїджі Фаджолі Феліче Бонетто Туло де Граффенрід Консальво Санезі Пауль Піч | Н/Д  | Н/Д   |
| 1952–1978: Alfa Romeo не виступала в якості конструктора |                          |                |                             |      |            | |      |       |
| 1979                                                     | Autodelta                | 177 179        | 115-12 3.0 F12 1260 3.0 V12 | G    | 35. 36.    | Бруно Джакомеллі Вітторіо Брамбілла                                                                             | 0    | НК    |
| 1980                                                     | Marlboro Team Alfa Romeo | 179            | 1260 3.0 V12                | G    | 22. 23.    | Патрік Депайє Вітторіо Брамбілла Андреа де Чезаріс Бруно Джакомеллі                                             | 4    | 11    |
| 1981                                                     | Marlboro Team Alfa Romeo | 179B 179C 179D | 1260 3.0 V12                | M    | 22. 23.    | Маріо Андретті Бруно Джакомеллі                                                                                 | 10   | 9     |
| 1982                                                     | Marlboro Team Alfa Romeo | 179D 182       | 1260 3.0 V12                | M    | 22. 23.    | Андреа де Чезаріс Бруно Джакомеллі                                                                              | 7    | 10    |
| 1983                                                     | Marlboro Team Alfa Romeo | 183T           | 890T 1.5 V8 t               | M    | 22. 23.    | Андреа де Чезаріс Мауро Балді                                                                                   | 18   | 6     |
| 1984                                                     | Benetton Team Alfa Romeo | 184T           | 890T 1.5 V8 t               | G    | 22. 23.    | Ріккардо Патрезе Едді Чівер                                                                                     | 11   | 8     |
| 1985                                                     | Benetton Team Alfa Romeo | 185T 184TB     | 890T 1.5 V8 t               | G    | 22. 23.    | Ріккардо Патрезе Едді Чівер                                                                                     | 0    | НК    |
| 1986–2018: Alfa Romeo не виступала в якості конструктора |                          |                |                             |      |            | |      |       |
| 2019                                                     | Alfa Romeo Racing        | C38            | Ferrari 064 1.6 V6 t        | P    | 7. 99.     | Кімі Ряйкконен Антоніо Джовінацці                                                                               | 57   | 8     |
| 2020                                                     | Alfa Romeo Racing Orlen  | C39            | Ferrari 065 1.6 V6 t        | P    | 7. 99.     | Кімі Ряйкконен Антоніо Джовінацці                                                                               | 8    | 8     |
| 2021                                                     | Alfa Romeo Racing Orlen  | C41            | Ferrari 065/6 1.6 V6 t      | P    | 7. 88. 99. | Кімі Ряйкконен Роберт Кубіца Антоніо Джовінацці                                                                 | 13   | 9     |
| 2022                                                     | Alfa Romeo F1 Team Orlen | C42            | Ferrari 066/7 1.6 V6 t      | P    | 24. 77.    | Чжоу Гуаньюй Вальттері Боттас                                                                                   | 55   | 6     |
| 2023                                                     | Alfa Romeo F1 Team Stake | C43            | Ferrari 066/10 1.6 V6 t     | P    | 24. 77.    | Чжоу Гуаньюй Вальттері Боттас                                                                                   | 16   | 9     |
| Джерело:                                                 |                          |                |                             |      |            | |      |       |

### Чемпіони
- Джузеппе Фаріна (1950)
- Хуан-Мануель Фанхіо (1951)